# Arca in Armenia
Arca in Armenia (łac. Diœcesis Arcensis in Armenia) – stolica historycznej diecezji w Cesarstwie Rzymskim (prowincja Armenia II), współcześnie w Turcji. Pierwszym znanym biskupem tej diecezji jest Akacjusz (V wiek). Od XVIII wieku katolickie biskupstwo tytularne, od 1987 nieobsadzone.

## Biskupi tytularni
| Lp. | Biskup                       | Od               | Do                |
| --- | ---------------------------- | ---------------- | ----------------- |
| 1   | Melchor Serrano Lázaro SchP  | 15 września 1788 | 31 grudnia 1800   |
| 2   | Elias Hoayek                 | 14 grudnia 1889  | 19 czerwca 1899   |
| 3   | Albert Le Nordez             | 25 czerwca 1896  | 28 listopada 1898 |
| 4   | Giordano Corsini             | 7 lipca 1932     | 14 kwietnia 1933  |
| 5   | Heinrich Leven SVD           | 25 kwietnia 1933 | 31 stycznia 1953  |
| 6   | Salvador Martinez Aguirre SJ | 4 lipca 1958     | 3 grudnia 1987    |